# اینسپکتا دک
جیسون ریچارد هانتر (زاده ۶ ژوئیه ۱۹۷۰)، که بیشتر با نام هنری خود اینسپکتا دک شناخته می شود، یک رپکن و تولید کننده هیپ هاپ آمریکایی است. او یکی از اعضای گروه وو-تنگ کلن و سزارفیس است. 
او به خاطر سروده های پیچیده اش در بسیاری از آهنگ های مورد احترام و تحسین منتقدان قرار گرفته است.  همچنین او تهیه کنندگی برای دیگر اعضای گروه وو-تنگ کلن را نیز برعهده گرفته است.

## دیسکوگرافی
آلبوم های استودیویی
- مواد کنترل نشده (۱۹۹۹)
- جنبش (۲۰۰۳)
- بیمار مقیم (۲۰۰۶)
- مانیفست (۲۰۱۰)
- اتاق شماره ۹ (۲۰۱۹)

با سزارفیس
- سزارفیس (۲۰۱۳)
- هر قهرمان به یک دشمن نیاز دارد (۲۰۱۵)
- مشتی از خطر (۲۰۱۶)
- اولین سلاح کشیده شده (۲۰۱۷)
- سزار عجیب در برابر ما (۲۰۱۹)
- سزار نوآر (۲۰۲۱)
- سزارماگدون (2022) [۴]
- هوش سزارفیشال (2023) [۵]

آلبوم های همکاری شده با سزارفیس
- سزارفیس متال فیس را ملاقات میکند (با ام اف دووم ) (2018)
- سزارفیس گوست فیس را ملاقات میکند (با گوست فیس کیلا ) (2019)
- سوپر چی؟ (با ام اف دووم ) (2021)

## لینک های خارجی
- پرونده‌های رسانه‌ای مربوط به Inspectah Deck در ویکی‌انبار
- اینسپکتا دک در بانک اطلاعات اینترنتی فیلم‌ها (IMDb)